# Ašot Xačatryan
Ašot Xačatryan (in armeno: Աշոտ Խաչատրյան, in russo Ашот Суренович Хачатрян?, Ašot Surenovič Chačatrjan; 3 agosto 1959) è un allenatore di calcio ed ex calciatore sovietico e dal 1991 armeno, di ruolo difensore.

## Carriera

### Club
Durante la sua carriera ha giocato solo con l'Ararat, con cui conta 366 presenze e 21 reti nella prima divisione sovietica.

### Nazionale
Conta 4 presenze con la nazionale armena, tutte tra il 1992 ed il 1995 (ovvero dopo l'indipendenza armena seguita alla dissoluzione dell'Unione Sovietica); in precedenza, nel 1979 aveva giocato i Mondiali Under-20 con la nazionale sovietica di categoria.

## Palmarès

### Allenatore

#### Competizioni nazionali
- Campionato armeno: 3

Erevan: 1997
Tsement Ararat: 1998, 2000
- Coppa d'Armenia: 2

Tsement Ararat: 1998, 1999
- Supercoppa d'Armenia: 1

Tsement Ararat: 1998